# Santa Rosa (Arizona)
Santa Rosa es un lugar designado por el censo ubicado en el condado de Pima en el estado estadounidense de Arizona. En el Censo de 2010 tenía una población de 628 habitantes y una densidad poblacional de 37,03 personas por km².

## Geografía
Santa Rosa se encuentra ubicado en las coordenadas 32°19′57″N 112°2′47″O / 32.33250, -112.04639. Según la Oficina del Censo de los Estados Unidos, Santa Rosa tiene una superficie total de 16.96 km², de la cual 16.96 km² corresponden a tierra firme y (0%) 0 km² es agua.

## Demografía
Según el censo de 2010, había 628 personas residiendo en Santa Rosa. La densidad de población era de 37,03 hab./km². De los 628 habitantes, Santa Rosa estaba compuesto por el 1.59% blancos, el 0.16% eran afroamericanos, el 96.18% eran amerindios, el 0% eran asiáticos, el 0.48% eran isleños del Pacífico, el 0% eran de otras razas y el 1.59% pertenecían a dos o más razas. Del total de la población el 1.91% eran hispanos o latinos de cualquier raza.